# Eulamprus brachyosoma
Eulamprus brachyosoma là một loài thằn lằn trong họ Scincidae. Loài này được Lönnberg & Andersson mô tả khoa học đầu tiên năm 1915.